# Zvezdniki (film)
Zvezdniki (angleško Celebrity) je ameriški črno-beli komično-dramski film iz leta 1998, ki ga je režiral in zanj napisal scenarij Woody Allen. V glavnih vlogah nastopa večje število igralcev, tudi Leonardo DiCaprio in Charlize Theron. Zgodba opisuje diametralno nasprotno usodo Leeja (Kenneth Branagh) in Robin (Judy Davis) po ločitvi po šestnajstih letih zakona. 
Film je bil premierno prikazan na Beneškem filmskem festivalu, prikazan je bil tudi na Newyorškem filmskem festivalu, v kinematografih pa od 20 novembra 1998. Prejel je mešane kritike in ni bil finančno uspešen. Na strani Rotten Tomatoes je prejel oceno 41%.

## Vloge
- Kenneth Branagh kot Lee Simon
- Judy Davis kot Robin Simon
- Winona Ryder kot Nola
- Leonardo DiCaprio kot Brandon Darrow
- Melanie Griffith kot Nicole Oliver
- Famke Janssen kot Bonnie
- Joe Mantegna kot Tony Gardella
- Charlize Theron kot supermodel
- Gretchen Mol kot Vicky
- Michael Lerner kot dr. Lupus
- Isaac Mizrahi kot Bruce Bishop
- Bebe Neuwirth kot Nina
- Hank Azaria kot David
- Douglas McGrath kot Bill Gaines
- J. K. Simmons kot prodajalec spominkov
- Dylan Baker kot katoliški duhovnik
- Debra Messing kot televizijska reporterka
- Allison Janney kot Evelyn Isaacs
- Kate Burton kot Cheryl
- Gerry Becker kot Jay Tepper
- Tony Sirico kot Lou DeMarco
- Celia Weston kot Dee Bartholomew
- Aida Turturro kot Olga
- Lorri Bagley kot Gina
- David Margulies kot svetovalec Adelman
- Jeffrey Wright kot Greg
- Tony Darrow kot Moving Man
- Adrian Grenier, Sam Rockwell in John Doumanian kot Darrowovi spremljevalci
- Greg Mottola kot direktor
- Michael Moon kot oni sami/El Flamingo Band
- Donald Trump kot on sam
- Ian Somerhalder kot nepotrjen
- Karen Duffy kot televizijska reporterka
- Frank Licari kot snemalec
- Andre Gregory kot John Papadakis